# Solegnathus dunckeri
Solegnathus dunckeri és una espècie de peix de la família dels singnàtids i de l'ordre dels singnatiformes.

## Reproducció
És ovovivípar i el mascle transporta els ous en una bossa ventral, la qual es troba a sota de la cua.

## Hàbitat
És un peix marí de clima temperat.

## Distribució geogràfica
Es troba a Austràlia.